# Aleksandr Bartieniew
Aleksandr Michajłowicz Bartieniew (ur. ok. 1868, zm. 12 grudnia 1932 w Warszawie) – rosyjski kornet grodzieńskiego pułku lejbgwardii carskiej, morderca aktorki teatralnej Marii Wisnowskiej.

## Biografia
Był zaręczony z Wisnowską mimo zakazu swojego ojca. Według informacji zebranych przez historyków aktorka wykorzystywała i wielokrotnie upokarzała młodego i zakochanego w niej oficera. Sam Bartieniew był bardzo zazdrosny o swoją ukochaną. Specjalnie z myślą o aktorce wynajął za pieniądze przysyłane przez ojca garsonierę przy ul. Nowogrodzkiej 14 w Warszawie, która miała być miejscem ich schadzek. W nocy 30 czerwca 1890 spotkał się z aktorką na Nowogrodzkiej na kolacji, po której zastrzelił ją z pistoletu.  Według różnych teorii dotyczących motywów zbrodni, najczęściej wymienia się zazdrość oraz chęć zemsty. Być może aktorka spotkała się z Bartieniewem, by się z nim rozstać. Legenda głosi, iż aktorka miała namówić Bartieniewa, by ją zabił i sam popełnił samobójstwo, czego Bartieniew jednak nie uczynił.
W czasie procesu Bartieniewa bronił jeden z rosyjskich adwokatów Fiodor Plewako, a jego mowa obrończa przeszła do historii rosyjskiego sądownictwa. Aleksandr Bartieniew został skazany na 8 lat ciężkich robót na Syberii, jednak został ułaskawiony przez samego cara. Nigdy nie był żonaty. Nadużywał alkoholu.

## Odniesienia w kulturze masowej
Historia burzliwego romansu i owianego do dziś tajemnicą morderstwa zainspirowała wielu autorów. 
- Julij Jelec, pułkowy kolega Bartieniewa, napisał prawdopodobnie w 1891 roku romans w trzech częściach "Choroba wieku".
- Historia Bartieniewa i Wisnowskiej stała się także inspiracją dla twórców filmu niemego Ludzie bez jutra w reżyserii Aleksandra Hertza. Pierwotny tytuł filmu brzmiał Sprawa Barteniewa[1].
- W roku 1925 późniejszy laureat Nagrody Nobla, Iwan Bunin, stworzył "Sprawę korneta Jełagina". Kanwą powieści były akta procesu wydane w 1891 roku w Petersburgu.
- Twórcą romansu "Maria Wisnowska w więzach tragicznej miłości" był Stanisław Antoni Wotowski.
- W roku 1974 Władysław Terlecki napisał "Czarny romans".
- Historii Marii i Aleksandra poświęcona jest także książka Agaty Tuszyńskiej "Maria Wisnowska. Jeśli mnie kochasz - zabij" (Wydawnictwo Książkowe Twój Styl,  2003).